# Billedprojektor
Billedprojektor, eller kortere projektor, er et apparat, der anvendes til at projicere et billede over på en anden flade såsom en væg eller et lærred. Det findes i flere typer, der er beregnet til at håndtere forskellige lagringsmedier:
- Filmprojektor
- Videoprojektor
  - LCD-projektor
  - Laserprojektor
- Transparentprojektor
  - Overhead-projektor
  - Lysbilledprojektor, laterna magica